# Шатель-ан-Трієв
Шатель-ан-Трієв (фр. Châtel-en-Trièves) — муніципалітет у Франції, у регіоні Овернь-Рона-Альпи, департамент Ізер. Шатель-ан-Трієв утворено 1 січня 2017 року шляхом злиття муніципалітетів Кордеак i Сен-Себастьян. Адміністративним центром муніципалітету є Сен-Себастьян. Населення — 491 особа (01.01.2021).